# Elizabeth Bainbridge
Elizabeth Bainbridge (* 28. März 1930 in Rawtenstall, Lancashire; † 8. Dezember 2024 in East Wittering, West Sussex) war eine britische Opernsängerin. Bainbridge war Mezzosopranistin und Altistin. Ihre Gesangskarriere erstreckte sich über mehrere Jahrzehnte. Ihre größten Erfolge hatte sie als Ensemblemitglied des Royal Opera House, Covent Garden, London.

## Leben und Karriere
Elizabeth Bainbridge verließ die Schule im Alter von 14 Jahren und arbeitete im letzten Jahr des Zweiten Weltkriegs in den Webereien von Lancashire, bevor sie an der Guildhall School of Music in London bei dem britischen Bassisten Norman Walker (1907–1963) Gesang studierte. Ab 1958 sang sie im Glyndebourne-Festspielchor, wo sie erste kleine Solo-Rollen erhielt.
Ihr Debüt in einer „Mezzosopran-Hauptrolle“ gab Bainbridge im Juli 1963 als Dritte Dame in Die Zauberflöte beim Glyndebourne Festival in East Sussex. 1964 sang sie bei der Welsh National Opera in Cardiff die Azucena in Il trovatore. Im September 1964 debütierte sie am Royal Opera House als Rossweisse in Wagners Die Walküre. 1965 wurde sie Ensemblemitglied am Royal Opera House und gehörte dort über 30 Jahre zum Ensemble. Ihren letzten Auftritt hatte sie dort im Juli 1997. Zu ihren Rollen zählten Amneris, Ulrica, Auntie (in Peter Grimes), Berta, Emilia, Erda, Alte Buriya, Mamma Lucia, Mrs. Quickly und Suzuki. Sie sang Konzerte in der Barbican Hall, der Royal Festival Hall und der Royal Albert Hall und trat zweimal bei der Last Night of the Proms zusammen mit Colin Davis auf.
Mit dem Ensemble der Covent Garden Opera gastierte sie 1976 an der Mailänder Scala und 1979 in Japan und Südkorea. 1977 erfolgte an der Lyric Opera of Chicago ihr USA-Debüt. Im Mai 1979 trat sie als Auntie am Teatro Colón in Buenos Aires auf. Ihre internationale Karriere führte sie auch zum Olympic Arts Festival 1984 in Los Angeles und zum Athens Festival 1985. 1985/86 trat sie an der Vlaamse Opera in Antwerpen und Gent als Ulrica in Un ballo in maschera auf. 1990 gastierte sie als Auntie in Peter Grimes am Opernhaus von Dublin. In den 1990er Jahren sang sie in Jenůfa in Tel Aviv und in Susannah in Nantes. 2001 gastierte sie am Grand Théâtre de Genève als alte Buriya in Jenůfa.
Sie wirkte an mehreren Schallplattenproduktionen mit, darunter Aufnahmen von Dido and Aeneas, Eugen Onegin, The Rape of Lucretia, Peter Grimes und Sir John in Love von Ralph Vaughan Williams. 1966 wirkte sie bei der Ersteinspielung von Bernard Herrmanns Oper Wuthering Heights unter der Leitung des Komponisten mit. Sie nahm auch religiöse Musik und geistliche Werke von Wolfgang Amadeus Mozart auf.
Ihr Sohn Godfrey Bainbridge wurde 1954 geboren. Sie hat zwei Enkel, Christopher Bainbridge und Julian Bainbridge. In den 1970er Jahren heiratete sie den Jamaikaner Phillon Castell Morris (* 1946; † 1988). Bainbridge starb am 8. Dezember 2024 im Alter von 94 Jahren in East Wittering, West Sussex.

## Repertoire (Auswahl)
- Bellini: Clotilde in Norma
- Berg: Margret in Wozzeck
- Berg: Garderobiere („The Dresser“) in Lulu
- Berlioz: Anna in Les Troyens
- Britten: Auntie in Peter Grimes
- Britten: Bianca in The Rape of Lucretia
- Cilea: Fürstin von Boullion in Adriana Lecouvreur
- Donizetti: Alisa in Lucia di Lammermoor
- Floyd: Mrs. McLean in Susannah
- Herrmann: Isabella Linton in Wuthering Heights
- Janáček: Alte Buriya in Jenůfa
- Janáček: Gastwirtin („Innkeeper’s Wife“) in Das schlaue Füchslein
- Mascagni: Mamma Lucia in Cavalleria rusticana
- Massenet: Dorothée in Cendrillon
- Mozart: Dritte Dame in Die Zauberflöte
- Mozart: Marcellina in Le nozze di Figaro
- Mussorgski: Schenkwirtin in Boris Godunow
- Puccini: Suzuki in Madama Butterfly
- Puccini: Frugola in Il tabarro
- Purcell: Zauberin / Zweite Hexe in Dido and Aeneas
- Rossini: Berta in Il barbiere di Siviglia
- Smetana: Hata in Die verkaufte Braut
- Richard Strauss: Erste Magd in Elektra
- Sullivan: Dame Carruthers in The Yeomen of the Guard
- Tippett: Die Alte („She-Ancient“) in The Midsummer Marriage
- Tippett: Amme in King Priam
- Tschaikowski: Olga / Filipjewna in Eugen Onegin
- Vaughan Williams: Mistress Ford in Sir John in Love
- Verdi: Azucena / Inez in Il trovatore
- Verdi: Annina in La Traviata
- Verdi: Maddalena / Giovanna in Rigoletto
- Verdi: Ulrica in Un ballo in maschera
- Verdi: Amneris in Aida
- Verdi: Emilia in Otello
- Verdi: Mrs. Quickly in Falstaff
- Wagner: Mary in Der Fliegende Holländer
- Wagner: Erda / Flosshilde in Das Rheingold
- Wagner: Rossweisse in Die Walküre
- Wagner: Erda in Siegfried
- Wagner: Erste Norn / Flosshilde in Götterdämmerung
- Walton: Evadne in Troilus and Cressida

## Diskographie (Auswahl)
- Ralph Vaughan Williams: Five Tudor Portraits,  Dirigent: David Willcocks, Angel, 1969
- Giuseppe Verdi: Il trovatore, Dirigent: Zubin Mehta, RCA, 1969
- Henry Purcell: Dido and Aeneas, Dirigent: Colin Davis, Philips, 1970
- Benjamin Britten: The Rape of Lucretia, Dirigent: Benjamin Britten, Philips, 1970
- Ralph Vaughan Williams: Sir John in Love, Dirigent: Meredith Davies, EMI, 1975
- William Walton: Troilus and Cressida, Dirigent: Lawrence Foster, EMI, 1977
- Benjamin Britten: Peter Grimes, Dirigent: Colin Davis, Philips, 1978
- Jules Massenet: Cendrillon, Dirigent: Julius Rudel, Columbia, 1979
- Leoš Janáček: Das schlaue Füchslein, Dirigent: Simon Rattle, EMI, 1991
- Peter Tschaikowski: Eugen Onegin, Dirigent: Charles Mackerras, EMI, 1994
- Pietro Mascagni: Cavalleria rusticana, Dirigent: David Parry, Chandos, 1998

## Filmografie
- The Magic Flute (als Attendant on the Queen of the Night), 1964
- Dido and Aeneas (als Second Witch), 1965
- Peter Grimes (als Auntie), 1969
- The Yeomen of the Guard (als Dame Carruthers), 1975
- Peter Grimes (als Auntie), 1981
- The Yeomen of the Guard (als Dame Carruthers), 1982
- Il trovatore (als Azucena), 1983
- The Cunning Little Vixen (als Innkeeper’s Wife), 1990